# Association fédérale de lutte suisse
L'association fédérale de lutte suisse (AFLS) est une association suisse regroupant des adeptes de lutte.

## Historique
Elle naît le 11 mars 1895 de l'engouement que suscitait cette discipline à la fin du XIXe siècle dans tout le pays et qui la célébrait au cours de fêtes nationales, accompagnées de concerts de yodel et de cor des Alpes.

## Mission et activités
L'AFLS a pour but de promouvoir et valoriser la pratique de la lutte suisse tout en garantissant la préservation des traditions liées à cette discipline sportive.
Dans son cahier des charges, l'association, à travers ses membres, veille à superviser l'organisation des différentes fêtes fédérales ou régionales de lutte.

## Organisation

### Président
L'actuel président est Paul Vogel et il préside le comité central.

### Groupes régionaux
L'AFLS est composée de cinq associations régionales :
- Association cantonale bernoise (Bernisch-Kantonaler Schwingerverband - BKSV)[4]
- Association de la Suisse centrale (Innerschweizer Schwingerverband - ISV)[5]
- Association du nord-est (Nordostschweizer Schwingerverband - NOSV)
- Association du nord-ouest (Nordwestschweizerischer Schwingerverband - NWSV)
- Association romande de lutte suisse (ARLS)[6]

### Commissions
L'association est constituée des différents organes suivants :
- L'assemblée des délégués
- Bureau de l'assemblée des délégués
- Comité central
- Commission technique
- Commission de publicité
- Commission de recours publicité
- Commission de la gestion de la caisse de secours
- Commission du journal
- Comité d'organisation des fêtes alpestres
- Vétérans

L'assemblée des délégués est l'organe suprême de l'association et gère les différentes tâches liées à la vie administrative de l'association, dont l'élection de ses membres représentatifs et l'adoption des comptes, préalablement vérifiés par les organes compétents en la matière.
https://www.esv.ch/downloads/Organigramm_Organe_ESV%281%29.pdf

### Assemblées ordinaires et extraordinaires
L'assemblée générale de l'association réunit tous les membres une fois l'an, généralement au début de chaque année.
Cette assemblée est organisée par le Comité central et le Bureau de l'assemblée des délégués qui convoquent ses adhérents au moyen d'une publication dans le journal officiel des lutteurs.
L'assemblée extraordinaire peut être convoquée pour divers motifs, tels qu'un besoin du Comité central, une demande d'au moins trois associations régionales ou encore d'un cinquième des personnes ayant le droit de vote au sein de l'association.

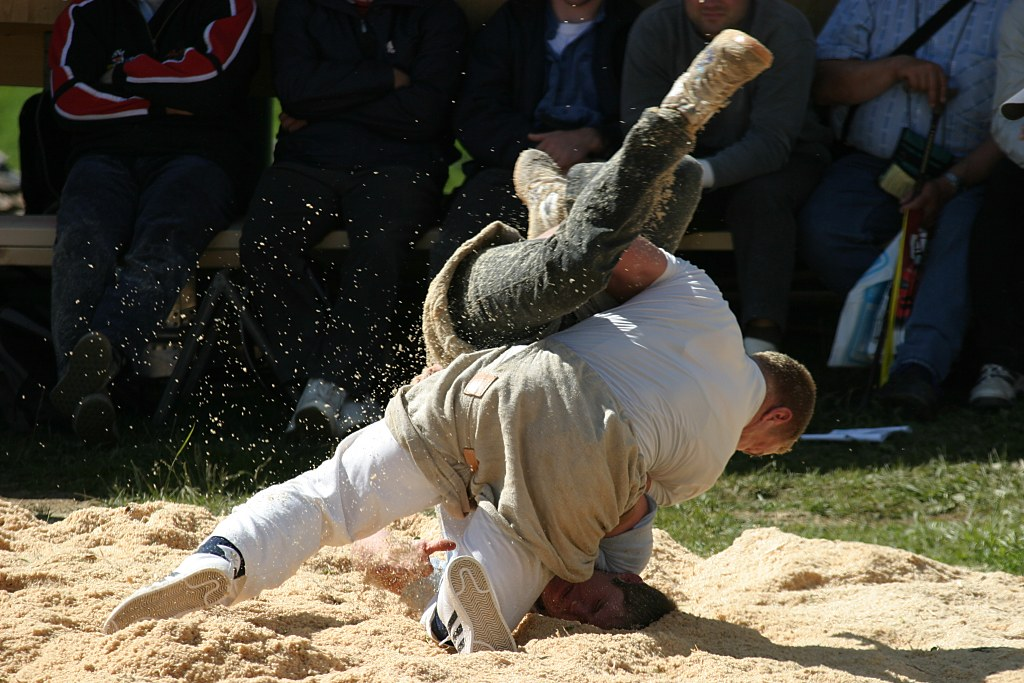
Deux lutteurs en train de combattre lors d'une fête alpestre

## Publications
Le journal des lutteurs est la revue officielle de publication de l'AFLS. Chaque semaine, il s'agit pour ses lecteurs d'être informés de l'actualité du domaine et des événements principaux se rattachant à la pratique de cette discipline. Les articles sont pour la plupart en allemand.